# Sonic Adventure 2
Sonic Adventure 2 (яп. ソニックアドベンチャー2, Сонікку Адобентя: Цу, укр. Пригоди Соніка 2) — відеогра у жанрі платформера, розроблена Sonic Team USA і видана компанією Sega для гральної консолі Dreamcast, в червні 2001 року; через десять років після виходу першої гри серії. Після припинення підтримки консолі Dreamcast компанією Sega в 2002 році, гра була перевидана для консолі Nintendo GameCube під назвою Sonic Adventure 2 Battle; де значні зміни, внесені в цю версію, торкнулися багатокористувацької гри й чао-садів. У жовтні 2012 року гра була портована на приставки PlayStation 3 та Xbox 360 розповсюджуючись через сервіс цифрової дистрибуції PlayStation Network і Xbox Live Arcade, а в листопаді й на Microsoft Windows через сервіс Steam.
Гра ділиться на «світлу» та «темну» історії. Дія відбувається на планеті, схожій на Землю. Їжак Сонік та його друзі, у тому числі доктор Еґман, який приєднався до них, намагаються працювати разом, щоб врятувати світ від руйнування. Розробка сиквелу розпочалася у 1999 після виходу Sonic Adventure. Керівником проєкту став провідний дизайнер Sonic the Hedgehog 3 Такасі Іізука, а творець серії Юдзі Нака виступив у ролі продюсера.
Продовження отримало безліч позитивних відгуків, проте система віртуальних камер і більшість ігрового процесу були піддані критиці. Попри високі оцінки, оригінал погано продавався через слабкі продажі приставки Dreamcast. Наступні перевидання отримали нейтральні відгуки, але були дуже успішними з фінансової точки зору. У 2005 році на консолях GameCube, PlayStation 2 та Xbox була випущена гра Shadow the Hedgehog, сюжет якої тісно пов'язаний із подіями Sonic Adventure 2.

## Ігровий процес

Шедоу готується атакувати робота. Heads-Up Display відображає час проходження рівня, загальну кількість очок та життів кожного персонажа

Sonic Adventure 2 є тривимірним платформером і дотримується основних принципів попередніх ігор у серії: на рівнях потрібно збирати кільця для захисту героя від загибелі та отримання додаткових життів. Винятками є етапи за Тейлза та доктора Еґмана — у них використовується шкала очків життя, які повільно відновлюються, якщо гравець збирає кільця або капсули після знищення роботів. На рівнях також розкидані «Chaos Drives» і маленькі тварини, які потрібні для поліпшення характеристик віртуальних вихованців чао. Крім того, можна знайти спеціальні капсули з різними бонусами, які дають додаткові можливості персонажу, наприклад, енергетичний щит, який притягує кільця та захищає від електричних атак. Гравець може повертати віртуальну камеру, щоб знайти потрібні персонажам предмети або оглянути рівень проходження.
Сюжет гри поділений на «світлу» та «темну» історії. «Світла» історія включає Соніка, Тейлза і Наклза, тоді як «Темна» історія охоплює Шедоу, Еґмана і Руж. Персонаж гравця повинен дійти кінця певної локації, або зібрати предмети, залежно від героя. У міру проходження гравець стикається з різними ворогами та збирає тварин і кільця; зібравши певну кількість кілець, персонаж збільшує кількість життів. Після завершення кожного етапу відкриваються окремі чотири місії: збір 100 кілець, пошук чао, проходження рівня за обмежений час або проходження рівня в режимі «Hard Attack». На відміну від попередньої частини гри, в цій грі відсутні «Adventure Fields» (поля пригод), тому можливість дослідження околиці для просування сюжетної лінії стала недоступною.
Рівні, де необхідно грати за Соніка або Шедоу («City Escape», «Metal Harbor», «Green Forest», «Pyramid Cave», «Crazy Gadget» і «Final Rush» для Соніка; «Radical Highway», «White Jungle», «Sky Rail» та «Final Chase» для Шедоу), багато в чому схожі за стилем із рівнями Соніка з Sonic Adventure, де завдання гравця досягти кінця рівня. На рівнях з Тейлзом або Еґманом (для першого доступні «Prison Lane», «Mission Street», «Route 101», «Hidden Base» та «Eternal Engine», другого — «Iron Gate», «Sand Ocean», «Lost Colony», «Weapons Bed» і «Cosmic Wall») гравець розстрілює ворогів з механізованого озброєного робота, що за своєю суттю схожий на рівні робота E-102 Гамми з попередньої частини. Ігровий процес за Наклза і Руж заснований на полюванні за осколками Майстра Смарагду або ключами від баз Еґмана (рівні для єхидни -«Wild Canyon», «Pumpkin Hill», «Aquatic Mine», «Death Chamber» і «Meteor Herd», кажана — «Dry Lagoon», «Egg Quarters», «Security Hall», «Route 280» та «Mad Space»). Гра за цих персонажів із механіки схожа на рівні Наклза у першій частині. Між деякими рівнями гравець бореться з босами, іноді у їх ролі виступають персонажі з протилежної команди. Після проходження двох сюжетних ліній відкривається фінальна історія («Cannon's Core»), де потрібно грати за героїв та лиходіїв, словом, для повного проходження гри потрібно пройти гру і за «світлих», і за «темних».
На рівнях ігровий персонаж збирає кільця та перемагає ворогів; залежно від успішності виконання цього завдання він набирає очки, в залежності від кількості зібраних кілець і часу, витраченого на проходження рівня. Очки впливають на оцінки, які гравець отримує після проходження кожного рівня. Усього існує кілька оцінок: «A», «B», «C», «D» і «E». «A» є найвищою, а «E» — найнижчою оцінкою. Оцінка не встановлюється після перемоги над босами. Проходження всіх рівнів, місій та історій дає в сумі 180 емблем, зібравши всі, гравець отримує доступ на бонусний рівень «Green Hill», тривимірним римейком першого акту однойменної зони з оригінальної гри Sonic the Hedgehog.

### Мультиплеєр
Мультиплеєр Sonic Adventure 2 використовує технологію розділеного екрана та підтримує до двох гравців. Режим поділено на чотири види; їх можна проходити окремо і вибрати будь-якого персонажа із «світлої» та «темної» історії. У перегонних рівнях, Соніку або Шедоу потрібно досягти великого кільця; у стрільбі Тейлзу або Еґману потрібно вивести з ладу транспортний засіб супротивника або вибити його за межі арени; у пошуках скарбів за Наклза або Руж виграє той гравець, хто першим знайшов три уламки Майстра Смарагду; у перегоні на картингах змагаються обидві команди, але у кожного персонажа одне завдання — досягти першим фінішну межу. Після того, як визначився переможець, гравці можуть знову перепройти локацію або вибрати нових героїв і рівень для нової гри.
Цей режим включає додаткових персонажів, які раніше з'являлися в попередніх іграх серії: Емі Роуз, Метал Сонік, чао, кіт Біг, Тікал і Хаос 0. В оригінальній версії Sonic Adventure 2 для консолі Dreamcast їх необхідно розблокувати, але в наступних перевиданнях перелічені персонажі доступні в мультиплеєрі з самого початку, крім Біга, якого замінили на Чао і вирізали на більшості рівнів. Для інших героїв можна відкрити альтернативні костюми, які доступні тільки в режимі багатокористувацької гри.

### Чао та чао-сади

Капсули «Chaos Drive» допомагають чао у набутті навичок та здібностей, а також відновлюють очки життя для транспортних засобів Тейлза та Еґмана

Маленькі істоти чао живуть окремо від людей у спеціальному світі чао (англ. Chao World). Як і люди, чао можуть рости та розвиватися. Світ істот складається з трьох садів чао (англ. Chao Garden), дитячого садка та перегонної траси, де відбуваються змагання.
Гравець знаходить чао в садах, де вони починають свій життєвий цикл із яйця. Після народження вони повзають та не можуть плавати. Щоб чао не були голодними, гравець повинен годувати їх горіхами, що падають з дерев. Щоб збільшити характеристики та покращити певні здібності, гравець дає вихованцям спеціально для мутації капсули «Chaos Drives» або маленьких тварин, які можна знайти на рівнях. Через деякий час, чао заляльковуються і еволюціонують. Після виростання вихованець може стати світлим (англ. Hero Chao) або темним чао (англ. Dark Chao). Після перетворення автоматично відкриваються світлий (англ. Hero Garden) та темний сади (англ. Dark Garden). Потім чао перетворюється на вищу форму життя: він може перетворитися на хаос (англ. Chaos Chao), диявольського (англ. Devil Chao) або ангельського (англ. Angel Chao) чао. Коли віртуальна тварина вмирає, знову відбувається процес лялькування. Через деякий час вихованець і сам кокон зникають.
Дитячий садок існує для того, щоб перевіряти характеристики та здоров'я чао, а також для того, щоб вони могли освоювати нові здібності. Існує спеціальний медичний кабінет, де можна перевірити здоров'я чао. Воно може погіршитися, наприклад, якщо вихованця довго не годувати. Крім того, у версіях гри для GameCube, PlayStation 3, Xbox 360 та ПК за допомогою кілець можна купувати товари на чорному ринку. Чорний ринок є внутрішньоігровим магазином, де можна купити різні речі та бонуси, такі як фрукти, горіхи та іншу їжу для чао та «Chaos Drives». Він також доступний у Sonic Adventure DX: Director's Cut, де в міру колекціонування емблем рідше з'являються особливі товари. Версія для Dreamcast відрізняється від інших релізів наявністю міні-гри Chao Adventure 2, яку можна грати на портативному пристрої Visual Memory Unit. У ній гравцеві потрібно розважати чао, проходячи міні-ігри, наприклад, збираючи фрукти або борючись з іншими істотами у різних поєдинках. GameCube-версія дає можливість переносити Чао в ігри Sonic Advance, Sonic Advance 2 і Sonic Pinball Party, або в GBA без картриджа, за допомогою спеціального кабелю.

## Сюжет

### Ігровий світ
Дія сюжету Sonic Adventure 2 відбувається на планеті, схожій на Землю, а також на космічній колонії АРК. Як і Земля, планета населена людьми різних національностей, але більшість із них живуть у містах; пустелі і джунглі слабко заселені і там є лише роботи Еґмана чи бази організації «G.U.N». Цей військовий загін грає значну роль у захисті людства. Велику роль історії грає й космічна колонія АРК, побудована за 50 років до основних подій Sonic Adventure 2 щодо експериментів зі створення «вищої форми життя», не схильна до жодних хвороб і старіння. Керував розробками професор Джеральд Роботнік, який мав невиліковно хвору онуку Марію. Але незабаром колонія була назавжди закрита через побоювання держави, що вчений хоче захопити світ за допомогою своїх винаходів. Через 50 років онук Джеральда, доктор Еґман, використовує АРК для повного знищення планети.
Як і в Sonic Adventure, у сиквелі повернулися чао-сади; тепер вони доступні на екрані вибору рівнів, але щоб спочатку в них можна було потрапити, кожному персонажу потрібно отримати ключ в одній із коробок, розкиданих на етапах. Усього існує три види садів: нейтральний, темний та світлий. Також існує острів «Green Hill», де живуть роботи-звірі доктора Еґмана. Цей етап є тривимірним ремейком однойменної зони з першої гри серії Sonic the Hedgehog.

### Персонажі

Персонажі гри Sonic Adventure 2: Battle (зліва направо):
Передній ряд: Наклз, Сонік, Шедоу, Руж.
Задній ряд: Тейлз, Тікал, Нейтральний Чао, Емі, Метал Сонік, Темний Чао, Хаос, Еґман

У Sonic Adventure 2 присутні шість основних ігрових персонажів:
- Їжак Сонік (яп. ソニック・ザ・ヘッジホッグ, Сонікку дза Хедзіхоггу, англ. Sonic the Hedgehog) — головний персонаж команди героїв. Заклятий ворог доктора Еґмана.
- Майлз Прауер (яп. マイルス・パウアー, Майрусу Пауа:, англ. Miles Prower), відоміший як Тейлз (яп. テイルス, Тейрусу, англ. Tails) — друг Соніка, вундеркінд у механіці та авіабудуванні. Керує літаком «Торнадо», який можна перетворити на автомобіль.
- Єхидна Наклз (яп. ナックルズ・ザ・エキドゥナ, Наккурудзу дза Екідуна, англ. Knuckles the Echidna) — охоронець таємничого каменю — Майстра Смарагду. Походить із стародавнього клану ехидн.
- Доктор Еґман (яп. ドクタアエッグマン, Докута: Еґуман, англ. Doctor Eggman), справжнє ім'я Доктор Айво Роботнік (яп. ロボトニック, Роботонікку) — головний лиходій гри, онук професора Джеральда Роботника.
- Їжак Шедоу (яп. シャドウ・ザ・ヘッジホッグ, Сядо: дза Хэдзіхоггу, англ. Shadow the Hedgehog) — найвища форма життя, створена в космічній колонії АРК 50 років тому. Мстить людству за смерть своєї найкращої подруги Марії.
- Кажан Руж (яп. ルージュ・ザ・バット, Ру:дзю дза Батто, англ. Rouge the Bat) — мисливиця за скарбами та урядовий агент організації «G.U.N». Допомагає доктору Еґману у пошуках смарагдів Хаосу для відновлення гармати затемнення.

Протягом усієї гри команду героїв супроводжує їжачка Емі Роуз (яп. エミー・ローズ, Емі: Ро:дзу, англ. Amy Rose), що допомагала у звільненні Соніка з в'язниці. Основи гри роз'яснює робот-чао Омочао (яп. オモチャオ, Омотяо, англ. Omochao).
У флешбеках з'являються родичі доктора Еґмана: Марія Роботнік (яп. マリア・ロボトニック, Маріа Роботонікку, англ. Maria Robotnik) — кузина Еґмана й найкраща подруга їжака Шедоу; і творець вищої форми життя, колонії АРК, автор багатьох наукових праць професор Джеральд Роботнік (яп. ジェラルド・ロボトニック, Дзерарудо Роботонікку, англ. Gerald Robotnik). Після нападу на колонію дід Еґмана потрапив у в'язницю і пізніше був страчений.
Переговори про мир з професором Еґманом веде глава держави світу Соніка, Президент (яп. 大統領, Дайторе, англ. President). Головним антагоністом фінальної історії є Биолізард (яп. バイオリザード, Байорідза: до, англ. Biolizard) — прототип вищої форми життя, рання версія проєкту «Тінь», що представляє собою гігантську ящірку з системою життєзабезпечення на спині.
У багатокористувацькому режимі також з'являються персонажі з Sonic Adventure: предок Наклза єхидна Тікал (яп. ティカル, Тікару, англ. Tikal the Echidna),, мутований Хаос (яп. カオス, Каосу, англ. Chaos), Метал Сонік (яп. メタルソニック, Метару Сонікку, англ. Metal Sonic), кіт-рибалка Біг (яп. ビッグ ・ザ ・キャット, Біггу дза Кятто, англ. Big the Cat); нейтральний, світлий та темний чао. Останні два персонажі також доступні у міні-грі Chao Adventure 2 для портативного пристрою Visual Memory Unit.

### Історія
Доктор Еґман виявляє у щоденнику свого діда Джеральда Роботніка інформацію про існування секретної зброї. Бажаючи отримати його, лікар проникає на базу організації «G.U.N». «Зброєю» виявився їжак чорного кольору на ім'я Шедоу, який стверджує, що він є найвищою формою життя і пропонує Еґману захопити владу над світом, використовуючи космічну колонію АРК. Чорний їжак краде один із Смарагдів Хаосу, але звинувачують у крадіжці Соніка. Під час цих подій Шедоу згадує про дівчину на ім'я Марія, за смерть якої він збирається помститися всьому людству. Тим часом, з вини Шедоу, Соніка заарештовують і відправляють у тюрму.
Тим часом Наклз стикається з кажаном Руж і Еґманом, які хочуть вкрасти Майстер Смарагд і використовувати його в своїх цілях. Єхидна розбиває Майстер Смарагд і починає пошук розсіяних уламків, щоб потім відновити реліквію. Хоча Руж також має намір збирати уламки для своїх цілей вона виконує завдання уряду — шпигунить за Еґманом. Ця місія змушує її проникнути в космічну колонію АРК, де Шедоу і Еґман збираються зарядити гармату «Затемнення» (англ. Eclipse Cannon) для захоплення влади над світом. Щоб досягти мети, чорний їжак і доктор допомагають кажану в пошуку Смарагдів Хаосу.
Тейлз і Емі Роуз проникають на Тюремний острів (англ. Prison Island) і рятують Соніка, Еґман, Шедоу і Руж збирають три Смарагди Хаосу, а на острів, на якому знаходився синій їжак, встановлюють бомбу для знищення. Еґман потім передає усьому світу звернення, у якому демонструє силу енергетичної гармати, знищивши половину Місяця. Сонік і компанія відлітають у космос на космічному шатлі, але під час польоту Наклз втрачає уламки Майстра Смарагда і залишає групу, щоб знову зібрати їх, але на шляху зустрічає Руж. Під час бою єхидна рятує життя кажана; як винагорода вона віддає свої зібрані уламки Майстра Смарагду.
На борту колонії АРК Тейлз показує фальшивий Смарагд Хаосу, який був створений для ліквідації наслідків використання реальних Смарагдів та знищення гармати затемнення. Сонік збирається встановити підроблений Смарагд в гармату, коли Еґман оголошує, що він захопив лисеня та Емі. Сонік намагається дати Еґману підроблений камінь, але Еґман, перехитривши Тейлза, дізнається, що Смарагд не справжній і через секунду синій їжак потрапляє у пастку, а потім летить у космос. Використовуючи підроблений Смарагд, Сонік виконує прийом «Хаос Контроль», проте його друга спроба встановити в гармату затемнення підроблений Смарагд Хаосу переривається сутичкою з Шедоу, в якій синій їжак зазнає поразки.
У цей час Еґман збирає всі сім смарагдів Хаосу і намагається використати гармату «Затемнення» на повну потужність. Тим часом активізується і з'являється послання Джеральда Роботніка. Дід Еґмана заявляє, що планує здійснити помсту людству за смерть Марії та колег з колонії — АРК зіткнеться із Землею і знищить всю планету. Головні герої та головний антагоніст гри Еґман працюють разом, щоб нейтралізувати Смарагди Хаосу та Майстер Смарагд і запобігти зіткненню. Шедоу спочатку не бере участі, але Емі нагадує йому слова Марії, у яких говорилося необхідність служити для суспільства. Він наздоганяє Соніка та Наклза після того, як ті дісталися центру колонії.
Після відключення різних функцій безпеки Сонік і Наклз стикаються з прототипом вищої форми життя та «братом» Шедоу Біолізардом (англ. Biolizard). Шедоу перемагає істоту, але використовує Хаос Контроль і зливається з гарматою «Затемнення», ставши Фіналхазардом (англ. Finalhazard). Він продовжує наближати колонію до Землі. Використовуючи силу Смарагдів Хаосу, Сонік та Шедоу перетворюються на супер форми та перемагають прототипа. Потім Сонік і Шедоу використовують Хаос Контроль для телепортування колонії на безпечну орбіту. Цей процес, однак, виснажує енергію Шедоу. Виконавши обіцянку Марії — служити людям, чорний їжак «гине». Людство святкує, команда урочисто висловлює подяку чорному їжаку.

## Розробка гри
У 1999 році, після виходу Sonic Adventure, більша частина розробників на чолі з Такасі Іізука і Юдзі Накою заснували філію Sonic Team у місті Сан-Франциско. У вересні цього року розпочалося створення сиквела. Розробка Sonic Adventure 2 йшла півтора року. Процесом розробки керував Такасі Іізука, а продюсував проєкт один із творців серії Юдзі Нака. Сценарій був написаний Сіро Маекавою, який брав участь у створенні Panzer Dragoon Saga. Провідним програмістом став Тецу Катано, у ролі артдиректора та дизайнера персонажів виступили Кадзуюкі Хосіно та Юдзі Уекава відповідно, а звукорежисером став композитор із лейблу Wave Master Дзюн Сеноуе. Усього команда розробників налічувала 20 осіб.
Під час створення гри розробники надихалися американської культурою та об'єктами, що є біля США. За основу більшості рівнів було взято реально існуючі міста та парки. Керівник гри Такасі Іізука в інтерв'ю сайту IGN повідомляв, що команда хотіла додати у свій проєкт американську специфіку. Роботи англійського фізика Джона Десмонда Бернала, котрий займався створенням орбітальної станції-сфери, послужили натхненням під час створення колонії АРК. Зовнішність персонажів, що з'являлися в попередній грі, таких як Тейлз, Наклз, Емі, Еґман, Біг і Чао, був залишений практично без змін. У віртуальних істот чао з'явилася можливість еволюціонувати та зростати, щоб вони були схожі на реальних тварин. Спеціально для цієї гри компанія Sega підписала договір із фірмою Soap, метою якого служило створення нового дизайну черевиків для Соніка. Крім цього, спеціально для гри були створені два нові герої: кажан Руж та їжак Шедоу. Обидва персонажі є союзниками Еґмана та суперниками команди Соніка. Створюючи Шедоу, художники спочатку зобразили його з темно-синьою шерстю, шрамом на оці, червоним шарфом, візором і, що специфічно для персонажів франшизи, з візуально виділеними м'язами. Він також мав інший дизайн рукавичок та взуття. У кінцевому рахунку зовнішній вигляд персонажа був кардинально змінений: у фінальному варіанті він став чорним їжаком, без виділеної мускулатури, візора та шрамів.
Важливою метою команди було створення гри з високою кадровою частотою, приблизно 60 кадрів в секунду. За словами керівника Такасі Іізукі, висока кадрова частота була потрібна для того, щоб показати основну перевагу серії та гри в цілому — високу швидкість. Автор серії Юдзі Нака заявляв, що завдяки досвіду роботи з Dreamcast розробники зможуть використовувати всю потужність консолі, щоб показати кращий результат. Завдяки цьому був створений багатокористувацький режим, в якому екран був розділений на дві частини.
Sonic Adventure 2 була вперше анонсована в 2000 році, і продемонстрована на виставці E3. З листопада цього ж року в кожній копії онлайн-гри Phantasy Star Online була демонстраційна версія Sonic Adventure 2, яка включала лише один рівень «City Escape». На початку нового 2001 року стали відомі дати релізу гри: 19 червня у Північній Америці, 23 червня у Європі та Японії. Як і в Sonic Adventure, для продовження було випущено ряд завантажуваного контенту (DLC). Ці доповнення завантажувалися через інтернет-сервіси Dreamarena та SegaNet. Спеціально для гри стали доступні нові карти для перегонів, теми для меню та костюми для персонажів. Крім DLC, для просування гри компанія JoyRide Studios випускала фігурки та плюшеві іграшки персонажів із платформера. Пізніше всі іграшки були перевипущені в 2004 як частина колекції «Sonic X».

## Версії та випуски
Оригінальна версія гри для Dreamcast була випущена в червні 2001 року під назвою Sonic Adventure 2. У Японії продавалося особливе видання Sonic Adventure 2: Birthday Pack, яке поширювалося лише 23 та 24 червня 2001. Ця версія включала гру, диск золотистого кольору з музикою з попередніх частин серії, медаль, а також книгу з історією Соніка. Крім спеціального видання, лише в Японії та Європі невеликим тиражем продавався бандл, у складі якого були Sonic Adventure 2 та консоль Dreamcast, пофарбована у синій колір та підписана главою Sonic Team Юдзі Накою.
Наприкінці 2001 — початку 2002 року була випущена версія гри для приставки GameCube під назвою Sonic Adventure 2 Battle, що стала першою грою серії Sonic the Hedgehog, виданої на консолі від Nintendo. Більшість змін торкнулася чао-саду і графіки гри. З'явилася нова версія мультиплеєра і спочатку були доступні персонажі, які не з'являлися в сюжеті гри (наприклад, чао Хаос і єхидна Тікал із Sonic Adventure). У цій версії гравці могли переміщати чао з Sonic Adventure 2: Battle в Sonic Advance, Sonic Advance 2 та Sonic Pinball Party для Game Boy Advance, що здійснювалося за допомогою спеціального кабелю GCN-GBA. У чао-садах також був представлений рівень для карате-боїв та чорний ринок (англ. Black Market). Кіт Біг, який у версії для Dreamcast з'явився як камео на рівнях і в мультиплеєрі як ігровий персонаж, було вирізано та замінено на чао.
Восени 2012 року платформер був перевиданий для консолей Xbox 360, PlayStation 3 і Microsoft Windows і став доступний у сервісах цифрової дистрибуції Xbox Live Arcade, PlayStation Network та Steam відповідно. Від двох попередніх випусків дана версія відрізняється наявністю онлайн-таблиці рекордів та можливістю завантажити контент із персонажами, рівнями та режимами з Sonic Adventure 2 Battle. Перша інформація про версію гри з'явилася в червні 2012 року, коли на сайті Xbox.com з'явилася інформація, що Sonic Adventure 2 буде випущена на Xbox 360 через сервіс Xbox Live Arcade 3 жовтня 2012 року. На одному з 10 викладених скріншотів був зображений інтерфейс PlayStation 3, що стало припущенням того, що гра також буде випущена в PlayStation Network. Однак через деякий час вся інформація про Sonic Adventure 2 була видалена із сайту. Офіційний анонс перевидання гри в Xbox Live Arcade та PlayStation Network відбувся 14 липня 2012 року на заході Sonic Boom у Сан-Дієго. Через кілька місяців було оголошено про вихід цієї версії на Windows, але до офіційного підтвердження компанії Sega інформація про це була опублікована на сайті рейтингової системи Entertainment Software Rating Board.

## Саундтрек

Обкладинка музичного альбому Multi-Dimensional Sonic Adventure 2 Original Sound Track

Більшу частину музичного супроводу до гри написав композитор Дзюн Сеноуе; крім того, у створенні саундтреку брали участь Кен'їті Токої, Фуміе Куматані та Томоя Отані. Створення саундтреку почалося у квітні 2000 року і було завершено у лютому 2001. Щоб запросити потрібних вокалістів і записати разом із ними музику, робота велася у кількох містах: Лос-Анджелесі, Токіо, Нью-Йорку і Сан-Франциско. При створенні треків, команда намагалася зберегти в піснях дух швидкості та краще передати ту чи іншу сцену з персонажами. За словами Сеноуе, останні три місяці виробничого процесу були жахливими, оскільки відстежувати роботу інших містах було дуже складно. Крім того, провідний композитор заявив, що важливою частиною його роботи була співпраця з відомими вокалістами, тому що вони дають впевненість в успіх проєкту. У пізніх інтерв'ю Сеноуе неодноразово називав роботу над Sonic Adventure 2 найулюбленішою.
У грі задіяні попередні теми Соніка, Тейлза, Наклза та Емі з Sonic Adventure, проте вони зазнали незначних змін. У піснях «It Doesn't Matter», «Unknown from M.E.» і «Believe in Myself» звучить нове аранжування, причому в останніх двох було також замінено вокальний склад. Музична тема кажана Руж «Fly in the Freedom» була написана Фуміе Куматані, як вокалісти виступили Табіта Фейр і Тодд Купер. Куматані, Еверет Бредлі та Сінобу Сіндо брали участь у написанні музичної теми для їжака Шедоу «Throw It All Away». Сеноуе та Пол Шортіно склали слова та музику для пісні «E.G.G.M.A.N.», присвяченої доктору Еґману. Дзюн Сеноуе та Джонні Джіоелі, які перебувають у музичному гурті Crush 40, є авторами головної теми Sonic Adventure 2 «Live & Learn». Сеноуе назвав цю пісню своєю найулюбленішою. Для деяких рівнів гри як музичний супровід також були використані вокальні композиції. Так, пісні рівнів для Наклза виконав репер Hunnid-P, а на етапах для Руж, Табіта Фейр. Вокалістом музичних тем деяких босів виступив Еверет Бредлі. Текст пісні «Escape from the City» був написаний Тедом Полі, а виконавцями у ній виступили сам Полі та Тоні Харнелл. Сеноуе назвав цю композицію абсолютно «новою та свіжою», а також зазначив, що вона «передає великий заряд енергії на першому етапі гри».
Всі вокальні теми персонажів, а також пісня «Escape From The City» були включені в альбом Cuts Unleashed SA2 Vocal Collection (яп. ソニックアドベンチャー2 カッツ・アンリッシュド ヴォーカル・コレクション, Сонікку Адобентя: 2 Катцу Анріссюдо Во:кару Корекусен), який був випущений 21 серпня 2001 року лейблом Marvelous Entertainment. Офіційний альбом вийшов 5 вересня 2001 року під назвою Multi-Dimensional Sonic Adventure 2 Original Sound Track і був виданий на двох дисках. У даному саундтреку містилася повна версія оригінальної музики з Sonic Adventure 2. Урізаний саундтрек Sonic Adventure 2 Official Soundtrack містив лише музичні теми персонажів та пісні з рівнів. Вихід альбому відбувся 5 лютого 2002 року. Філією Sega в Північній Америці видавався саундтрек Sonic Adventure 2: Battle — Sampler, що поширювався для осіб, які зробили попереднє замовлення гри. У 2011 був виданий альбом Sonic Adventure 2 Original Soundtrack 20th Anniversary Edition, випущений на честь 20-річчя виходу першої гри серії. У 2014 році відбувся вихід дводискового альбому Passion & Pride: Anthems with Attitude from the Sonic Adventure Era, що включає композиції з Sonic Adventure і Sonic Adventure 2. Крім основних саундтреків, музика із Sonic Adventure 2 була присутня в альбомах Sonic the Hedgehog 10th Anniversary (2001), True Colors: The Best of Sonic the Hedgehog Part 2 (2009), History of the 1st Stage Original Soundtrack White Edition (2011), History of Sonic Music 20th Anniversary Edition (2011), Sonic the Hedgehog 25th Anniversary Selection (2016), а також у деяких альбомах гурту Crush 40.
| Cuts Unleashed SA2 Vocal Collection | Cuts Unleashed SA2 Vocal Collection               | Cuts Unleashed SA2 Vocal Collection        | Cuts Unleashed SA2 Vocal Collection | Cuts Unleashed SA2 Vocal Collection | Cuts Unleashed SA2 Vocal Collection |
| #                                   | Назва                                             | Автор слів                                 | Автор музики                        | Виконавець                          | Тривалість                          |
| ----------------------------------- | ------------------------------------------------- | ------------------------------------------ | ----------------------------------- | ----------------------------------- | ----------------------------------- |
| 1.                                  | «It Doesn’t Matter» (Тема Соніка)                 | Дзюн Сеноуе                                | Дзюн Сеноуе                         | Тоні Харнелл                        | 2:44                                |
| 2.                                  | «Escape from the City» (Тема рівня «City Escape») | Тед Полі                                   | Дзюн Сеноуе                         | Тед Полі та Тоні Харнелл            | 2:21                                |
| 3.                                  | «Believe in Myself» (Тема Тейлза)                 | Дзюн Сеноуе                                | Дзюн Сеноуе                         | Каз Сільвер                         | 3:57                                |
| 4.                                  | «Unknown from M.E.» (Тема Наклза)                 | Кен'їті Токої, Такахіро Фукуда, Така Умено | Кен'їті Токої                       | Марлон Сандерс і Hunnid-P           | 4:50                                |
| 5.                                  | «Fly in the Freedom» (Тема Руж)                   | Фуміе Куматані                             | Фуміе Куматані                      | Табіта Фейр і Тодд Купер            | 4:55                                |
| 6.                                  | «Throw It All Away» (Тема Шедоу)                  | Фуміе Куматані, Сінобу Сіндо               | Фуміе Куматані                      | Еверет Бредлі                       | 5:00                                |
| 7.                                  | «E.G.G.M.A.N.» (Тема Еґмана)                      | Пол Шортіно                                | Дзюн Сеноуе                         | Пол Шортіно                         | 3:22                                |
| 8.                                  | «Live & Learn» (Тема гри Sonic Adventure 2)       | Джонні Джіоелі                             | Дзюн Сеноуе                         | Crush 40                            | 4:32                                |
| 92.                                 | «It Doesn't Matter» (Instrumental)                |                                            | Дзюн Сеноуе                         |                                     | 2:43                                |
| 93.                                 | «Escape from the City» (Instrumental)             |                                            | Дзюн Сеноуе                         |                                     | 2:20                                |
| 94.                                 | «Believe in Myself» (Instrumental)                |                                            | Дзюн Сеноуе                         |                                     | 3:56                                |
| 95.                                 | «Unknown from M.E.» (Instrumental)                |                                            | Кен'їті Токої                       |                                     | 4:49                                |
| 96.                                 | «Fly in the Freedom» (Instrumental)               |                                            | Фуміе Куматані                      |                                     | 5:08                                |
| 97.                                 | «Throw It All Away» (Instrumental)                |                                            | Фуміе Куматані                      |                                     | 5:00                                |
| 98.                                 | «E.G.G.M.A.N.» (Instrumental)                     |                                            | Дзюн Сеноуе                         |                                     | 3:23                                |
| 99.                                 | «Live & Learn» (Instrumental)                     |                                            | Дзюн Сеноуе                         |                                     | 4:29                                |
| 30:41                               |                                                   |                                            |                                     |                                     |                                     |

| Multi-Dimensional Sonic Adventure 2 Original Sound Track. Сторона «Hero» | Multi-Dimensional Sonic Adventure 2 Original Sound Track. Сторона «Hero» | Multi-Dimensional Sonic Adventure 2 Original Sound Track. Сторона «Hero» | Multi-Dimensional Sonic Adventure 2 Original Sound Track. Сторона «Hero» | Multi-Dimensional Sonic Adventure 2 Original Sound Track. Сторона «Hero» |
| #                                                                        | Назва                                                                    | Автор музики                                                             | Виконавець                                                               | Тривалість                                                               |
| ------------------------------------------------------------------------ | ------------------------------------------------------------------------ | ------------------------------------------------------------------------ | ------------------------------------------------------------------------ | ------------------------------------------------------------------------ |
| 1.                                                                       | «SA2 …Main Riff for „Sonic Adventure 2»                                  | Дзюн Сеноуе                                                              |                                                                          | 0:22                                                                     |
| 2.                                                                       | «Event: Let’s Make It!»                                                  | Дзюн Сеноуе                                                              |                                                                          | 0:46                                                                     |
| 3.                                                                       | «Escape from the City …for City Escape»                                  | Дзюн Сеноуе                                                              | Тед Полі, Тоні Харнелл                                                   | 2:18                                                                     |
| 4.                                                                       | «The Mad Convoy Race …for City Escape»                                   | Дзюн Сеноуе                                                              |                                                                          | 0:48                                                                     |
| 5.                                                                       | «That’s the Way I Like It …for Metal Harbor»                             | Дзюн Сеноуе                                                              |                                                                          | 2:44                                                                     |
| 6.                                                                       | «Can’t Stop, So What!? …for Metal Harbor»                                | Дзюн Сеноуе                                                              |                                                                          | 0:54                                                                     |
| 7.                                                                       | «Won’t Stop, Just Go! …for Green Forest»                                 | Дзюн Сеноуе                                                              |                                                                          | 2:28                                                                     |
| 8.                                                                       | «Keys the Ruin …for Pyramid Cave»                                        | Дзюн Сеноуе                                                              |                                                                          | 3:27                                                                     |
| 9.                                                                       | «Unstable World …for Crazy Gadget»                                       | Дзюн Сеноуе                                                              |                                                                          | 2:51                                                                     |
| 10.                                                                      | «Highway in the Sky …for Final Rush»                                     | Дзюн Сеноуе                                                              |                                                                          | 2:59                                                                     |
| 11.                                                                      | «Boss: -GUN- Mobile»                                                     | Дзюн Сеноуе                                                              |                                                                          | 1:55                                                                     |
| 12.                                                                      | «Advertise: SA2 …in the Groove»                                          | Дзюн Сеноуе                                                              |                                                                          | 2:08                                                                     |
| 13.                                                                      | «Event: Strategy»                                                        | Томоя Отані                                                              |                                                                          | 1:28                                                                     |
| 14.                                                                      | «This Way Out …for Prison Lane»                                          | Дзюн Сеноуе                                                              |                                                                          | 3:11                                                                     |
| 15.                                                                      | «Rumbling Highway …for Mission Street»                                   | Дзюн Сеноуе                                                              |                                                                          | 2:46                                                                     |
| 16.                                                                      | «Chasing Drive …for Kart»                                                | Дзюн Сеноуе                                                              |                                                                          | 2:43                                                                     |
| 17.                                                                      | «Down in the Base …for Hidden Base»                                      | Дзюн Сеноуе                                                              |                                                                          | 3:35                                                                     |
| 18.                                                                      | «On the Edge …for Eternal Engine»                                        | Дзюн Сеноуе                                                              |                                                                          | 2:52                                                                     |
| 19.                                                                      | «Advertise: SA2 ver. B»                                                  | Дзюн Сеноуе                                                              |                                                                          | 0:27                                                                     |
| 20.                                                                      | «Kick the Rock! …for Wild Canyon»                                        | Томоя Отані                                                              | Hunnid-P                                                                 | 3:15                                                                     |
| 21.                                                                      | «A Ghost’s Pumpkin Soup …for Pumpkin Hill»                               | Томоя Отані                                                              | Hunnid-P                                                                 | 3:24                                                                     |
| 22.                                                                      | «Dive into the Mellow …for Aquatic Mine»                                 | Томоя Отані                                                              | Hunnid-P                                                                 | 3:37                                                                     |
| 23.                                                                      | «Deeper …for Death Chamber»                                              | Томоя Отані                                                              | Hunnid-P                                                                 | 4:07                                                                     |
| 24.                                                                      | «Space Trip Steps …for Meteor Herd»                                      | Томоя Отані                                                              | Hunnid-P                                                                 | 3:31                                                                     |
| 25.                                                                      | «Boss: Masters of the Desert»                                            | Дзюн Сеноуе                                                              |                                                                          | 2:05                                                                     |
| 26.                                                                      | «Event: Reunion»                                                         | Кен'їті Токої                                                            |                                                                          | 0:42                                                                     |
| 27.                                                                      | «Advertise: Prof. Omochao»                                               | Дзюн Сеноуе                                                              |                                                                          | 1:29                                                                     |
| 28.                                                                      | «Chao Race Extended Mix» (Chao’s Doki Doki Banana Chips Run Mix)         | Томоя Отані, Кен'їті Токої, Фуміе Куматані                               |                                                                          | 6:44                                                                     |
| 29.                                                                      | «Chao Garden Extended Mix» (Chao’s Wack Wack Up & Down the Ground Mix)   | Томоя Отані, Кен'їті Токої, Фуміе Куматані                               |                                                                          | 8:09                                                                     |
| 1:17:45                                                                  |                                                                          |                                                                          |                                                                          |                                                                          |

| Multi-Dimensional Sonic Adventure 2 Original Sound Track. Сторона «Dark» | Multi-Dimensional Sonic Adventure 2 Original Sound Track. Сторона «Dark» | Multi-Dimensional Sonic Adventure 2 Original Sound Track. Сторона «Dark» | Multi-Dimensional Sonic Adventure 2 Original Sound Track. Сторона «Dark» | Multi-Dimensional Sonic Adventure 2 Original Sound Track. Сторона «Dark» |
| #                                                                        | Назва                                                                    | Автор музики                                                             | Виконавець                                                               | Тривалість                                                               |
| ------------------------------------------------------------------------ | ------------------------------------------------------------------------ | ------------------------------------------------------------------------ | ------------------------------------------------------------------------ | ------------------------------------------------------------------------ |
| 1.                                                                       | «Vengeance is Mine …for Radical Highway»                                 | Дзюн Сеноуе                                                              |                                                                          | 2:32                                                                     |
| 2.                                                                       | «Rhythm and Balance …for White Jungle»                                   | Фуміе Куматані                                                           | Еверет Бредлі                                                            | 2:28                                                                     |
| 3.                                                                       | «Mr. Unsmiley …for Sky Rail»                                             | Дзюн Сеноуе                                                              |                                                                          | 1:50                                                                     |
| 4.                                                                       | «The Supernatural …for Final Chase»                                      | Фуміе Куматані                                                           | Еверет Бредлі                                                            | 2:49                                                                     |
| 5.                                                                       | «For True Story …for Sonic vs. Shadow»                                   | Фуміе Куматані                                                           | Еверет Бредлі                                                            | 2:31                                                                     |
| 6.                                                                       | «Event: Conquest»                                                        | Кен'їті Токої                                                            |                                                                          | 1:33                                                                     |
| 7.                                                                       | «Hey You! It’s Time to Speed Up Again!!!»                                | Дзюн Сеноуе                                                              |                                                                          | 0:27                                                                     |
| 8.                                                                       | «Still Invincible …No Fear!»                                             | Дзюн Сеноуе                                                              |                                                                          | 0:56                                                                     |
| 9.                                                                       | «Advertise: Rhythmic Passage»                                            | Дзюн Сеноуе                                                              |                                                                          | 1:07                                                                     |
| 10.                                                                      | «Boss: Suitable Opponent»                                                | Дзюн Сеноуе                                                              |                                                                          | 1:59                                                                     |
| 11.                                                                      | «Remember Me? — M.F.M. …for Iron Gate»                                   | Дзюн Сеноуе                                                              |                                                                          | 2:20                                                                     |
| 12.                                                                      | «Way to the Base …for Sand Ocean»                                        | Дзюн Сеноуе                                                              |                                                                          | 2:52                                                                     |
| 13.                                                                      | «Trespasser …for Lost Colony»                                            | Дзюн Сеноуе                                                              |                                                                          | 2:25                                                                     |
| 14.                                                                      | «Crush’em All …for Weapons Bed»                                          | Дзюн Сеноуе                                                              |                                                                          | 1:50                                                                     |
| 15.                                                                      | «Soarin’ Over the Space …for Cosmic Wall»                                | Дзюн Сеноуе                                                              |                                                                          | 3:04                                                                     |
| 16.                                                                      | «Event: 3 Black Noises»                                                  | Кен'їті Токої                                                            |                                                                          | 5:20                                                                     |
| 17.                                                                      | «Advertise: SA2 ver. C»                                                  | Дзюн Сеноуе                                                              |                                                                          | 0:27                                                                     |
| 18.                                                                      | «Event: Sonic vs. Shadow»                                                | Фуміе Куматані                                                           |                                                                          | 1:19                                                                     |
| 19.                                                                      | «Bright Sound …for Dry Lagoon»                                           | Фуміе Куматані                                                           | Табіта Фейр                                                              | 3:35                                                                     |
| 20.                                                                      | «Lovely Gate 3 …for Egg Quarters»                                        | Кен'їті Токої                                                            | Табіта Фейр                                                              | 3:18                                                                     |
| 21.                                                                      | «I’m a Spy …for Security Hall»                                           | Фуміе Куматані                                                           | Табіта Фейр                                                              | 3:37                                                                     |
| 22.                                                                      | «34° N, 12° E …for Mad Space»                                            | Фуміе Куматані                                                           | Табіта Фейр                                                              | 3:33                                                                     |
| 23.                                                                      | «Event: The Base»                                                        | Томоя Отані                                                              |                                                                          | 1:53                                                                     |
| 24.                                                                      | «Boss: Shut Up Faker!»                                                   | Дзюн Сеноуе                                                              |                                                                          | 1:42                                                                     |
| 25.                                                                      | «Scramble for the Core …for Cannon’s Core ver. 1»                        | Дзюн Сеноуе                                                              |                                                                          | 2:03                                                                     |
| 26.                                                                      | «Cooperation …for Cannon’s Core ver. 2»                                  | Дзюн Сеноуе                                                              |                                                                          | 1:59                                                                     |
| 27.                                                                      | «Deep Inside of …for Cannon’s Core ver. 3»                               | Дзюн Сеноуе                                                              |                                                                          | 3:18                                                                     |
| 28.                                                                      | «Supporting Me …for Biolizard»                                           | Фуміе Куматані                                                           | Еверет Бредлі                                                            | 3:29                                                                     |
| 29.                                                                      | «Event: Madness»                                                         | Кен'їті Токої                                                            |                                                                          | 1:48                                                                     |
| 30.                                                                      | «Event: The Last Scene»                                                  | Фуміе Куматані                                                           |                                                                          | 3:36                                                                     |
| 31.                                                                      | «Live & Learn …Main Theme of „Sonic Adventure 2“»                        | Дзюн Сеноуе                                                              | Джонні Джіоелі                                                           | 4:27                                                                     |
| 1:16:01                                                                  |                                                                          |                                                                          |                                                                          |                                                                          |

| Sonic Adventure 2 Official Soundtrack | Sonic Adventure 2 Official Soundtrack                              | Sonic Adventure 2 Official Soundtrack | Sonic Adventure 2 Official Soundtrack      | Sonic Adventure 2 Official Soundtrack | Sonic Adventure 2 Official Soundtrack |
| #                                     | Назва                                                              | Автор слів                            | Автор музики                               | Виконавець                            | Тривалість                            |
| ------------------------------------- | ------------------------------------------------------------------ | ------------------------------------- | ------------------------------------------ | ------------------------------------- | ------------------------------------- |
| 1.                                    | «It Doesn’t Matter …Theme of Sonic»                                | Дзюн Сеноуе                           | Дзюн Сеноуе                                | Тоні Харнелл                          | 2:44                                  |
| 2.                                    | «Event: Let’s Make It!»                                            |                                       | Дзюн Сеноуе                                |                                       | 0:46                                  |
| 3.                                    | «Escape from the City …City Escape»                                | Тед Полі                              | Дзюн Сеноуе                                | Тоні Харнелл, Тед Полі                | 2:22                                  |
| 4.                                    | «Vengence Is Mine …Radical Highway»                                |                                       | Дзюн Сеноуе                                |                                       | 1:54                                  |
| 5.                                    | «Lovely Gate 3 …Egg Quarters»                                      |                                       | Кен'їті Токої                              | Табіта Фейр                           | 2:33                                  |
| 6.                                    | «Unknown from M.E. …Theme of Knuckles»                             | Кен'їті Токої                         | Кен'їті Токої                              | Марлон Сандерс, Hunnid-P              | 4:51                                  |
| 7.                                    | «This Way Out …Prison Lane»                                        |                                       | Дзюн Сеноуе                                |                                       | 1:43                                  |
| 8.                                    | «I’m a Spy… …Security Hall»                                        |                                       | Фуміе Куматані                             | Табіта Фейр                           | 3:03                                  |
| 9.                                    | «That’s the Way I Like It …Metal Harbor»                           |                                       | Дзюн Сеноуе                                |                                       | 2:26                                  |
| 10.                                   | «Rhythm and Balance …White Jungle»                                 | Сінобу Сіндо                          | Фуміе Куматані                             | Еверетт Бредли                        | 2:28                                  |
| 11.                                   | «Won’t Stop, Just Go! …Green Forest»                               |                                       | Дзюн Сеноуе                                |                                       | 2:29                                  |
| 12.                                   | «E.G.G.M.A.N. …Theme of Eggman»                                    | Пол Шортіно                           | Дзюн Сеноуе                                | Пол Шортіно                           | 3:22                                  |
| 13.                                   | «Dive into the Mellow …Aquatic Mines»                              |                                       | Томоя Отані                                | Hunnid-P                              | 1:50                                  |
| 14.                                   | «Rumbling HWY …Mission Street»                                     |                                       | Дзюн Сеноуе                                |                                       | 2:46                                  |
| 15.                                   | «Fly in the Freedom …Theme of Rouge»                               | Фуміе Куматані, Сінобу Сіндо          | Фуміе Куматані                             | Табіта Фейр, Тодд Купер               | 4:55                                  |
| 16.                                   | «Advertise: SA2 …In the Groove»                                    |                                       | Дзюн Сеноуе                                |                                       | 1:20                                  |
| 17.                                   | «Space Trip Steps …Meteor Herd»                                    |                                       | Томоя Отані                                | Hunnid-P                              | 1:46                                  |
| 18.                                   | «Soarin’ Over the Space …Cosmic Wall»                              |                                       | Дзюн Сеноуе                                |                                       | 2:31                                  |
| 19.                                   | «Believe in Myself …Theme of Tails»                                | Дзюн Сеноуе                           | Дзюн Сеноуе                                | Каз Сільвер                           | 3:57                                  |
| 20.                                   | «Highway in the Sky …Final Rush»                                   |                                       | Дзюн Сеноуе                                |                                       | 3:00                                  |
| 21.                                   | «Throw It All Away …Theme of Shadow»                               | Фуміе Куматані, Сінобу Сіндо          | Фуміе Куматані                             | Еверет Бредлі                         | 5:00                                  |
| 22.                                   | «Deep Inside of… …Cannon’s Core #3»                                |                                       | Дзюн Сеноуе                                |                                       | 2:42                                  |
| 23.                                   | «Supporting Me …Biolizard»                                         | Фуміе Куматані, Сінобу Сіндо          | Фуміе Куматані                             | Еверет Бредлі                         | 3:30                                  |
| 24.                                   | «Event: The Last Scene»                                            |                                       | Фуміе Куматані                             |                                       | 3:03                                  |
| 25.                                   | «Live & Learn …Main Theme of SA2»                                  | Джонні Джіоелі                        | Дзюн Сеноуе                                | Джонні Джіоелі                        | 4:32                                  |
| 26.                                   | «Chao Race Extended Remix» (Chao’s Doki-Doki Banana Chips Run Mix) |                                       | Кен'їті Токої, Фуміе Куматані, Томоя Отані |                                       | 6:42                                  |

| Sonic Adventure 2: Battle — Sampler | Sonic Adventure 2: Battle — Sampler               | Sonic Adventure 2: Battle — Sampler | Sonic Adventure 2: Battle — Sampler | Sonic Adventure 2: Battle — Sampler | Sonic Adventure 2: Battle — Sampler |
| #                                   | Назва                                             | Автор слів                          | Автор музики                        | Виконавець                          | Тривалість                          |
| ----------------------------------- | ------------------------------------------------- | ----------------------------------- | ----------------------------------- | ----------------------------------- | ----------------------------------- |
| 1.                                  | «Escape from the City» (Тема рівня «City Escape») | Тед Полі                            | Дзюн Сеноуе                         | Тед Полі та Тоні Харнелл            | 2:21                                |
| 2.                                  | «It Doesn't Matter» (Тема Соніка)                 | Дзюн Сеноуе                         | Дзюн Сеноуе                         | Тоні Харнелл                        | 2:44                                |
| 3.                                  | «Throw It All Away» (Тема Шедоу)                  | Фуміе Куматані, Сінобу Сіндо        | Фуміе Куматані                      | Еверет Бредлі                       | 5:00                                |
| 4.                                  | «Believe in Myself» (Тема Тейлза)                 | Дзюн Сеноуе                         | Дзюн Сеноуе                         | Каз Сільвер                         | 3:57                                |
| 5.                                  | «E.G.G.M.A.N.» (Тема Еґмана)                      | Пол Шортіно                         | Дзюн Сеноуе                         | Пол Шортіно                         | 3:22                                |
| 6.                                  | «Live & Learn» (Тема гри Sonic Adventure 2)       | Джонні Джіоелі                      | Дзюн Сеноуе                         | Crush 40                            | 4:32                                |
| 12:21                               |                                                   |                                     |                                     |                                     |                                     |

| Sonic Adventure 2 Original Soundtrack 20th Anniversary Edition | Sonic Adventure 2 Original Soundtrack 20th Anniversary Edition   | Sonic Adventure 2 Original Soundtrack 20th Anniversary Edition |
| #                                                              | Назва                                                            | Тривалість                                                     |
| -------------------------------------------------------------- | ---------------------------------------------------------------- | -------------------------------------------------------------- |
| 1.                                                             | «Event: Let’s Make It!»                                          | 0:47                                                           |
| 2.                                                             | «Escape from the City …for City Escape»                          | 2:19                                                           |
| 3.                                                             | «The Mad Convoy Race …for City Escape»                           | 0:50                                                           |
| 4.                                                             | «Boss: -GUN- Mobile»                                             | 1:55                                                           |
| 5.                                                             | «Remember Me? -M.F.M. …for Iron Gate»                            | 1:38                                                           |
| 6.                                                             | «Throw It All Away …Theme of „Shadow The Hedgehog“»              | 5:01                                                           |
| 7.                                                             | «Vengeance Is Mine …for Radical Highway»                         | 1:59                                                           |
| 8.                                                             | «Lovely Gate 3 …for Egg Quarters»                                | 1:41                                                           |
| 9.                                                             | «I’m a Spy …for Security Hall»                                   | 2:20                                                           |
| 10.                                                            | «This Way Out …for Prison Lane»                                  | 1:44                                                           |
| 11.                                                            | «That’s the Way I Like It …for Metal Harbor»                     | 1:39                                                           |
| 12.                                                            | «Won’t Stop, Just Go! …for Green Forest»                         | 2:28                                                           |
| 13.                                                            | «Rhythm and Balance …for White Jungle»                           | 2:30                                                           |
| 14.                                                            | «A Ghost’s Pumpkin Soup …for Pumpkin Hill»                       | 1:50                                                           |
| 15.                                                            | «Dive into the Mellow …for Aquatic Mine»                         | 1:52                                                           |
| 16.                                                            | «Mr. Unsmiley …for Sky Rail»                                     | 1:04                                                           |
| 17.                                                            | «It Doesn’t Matter …Theme of „Sonic The Hedgehog“»               | 2:45                                                           |
| 18.                                                            | «Keys the Ruin …for Pyramid Cave»                                | 1:52                                                           |
| 19.                                                            | «Unstable World …for Crazy Gadget»                               | 1:58                                                           |
| 20.                                                            | «Soarin’ Over the Space …for Cosmic Wall»                        | 1:29                                                           |
| 21.                                                            | «Highway in the Sky …for Final Rush»                             | 1:39                                                           |
| 22.                                                            | «The Supernatural …for Final Chase»                              | 2:25                                                           |
| 23.                                                            | «Event: Sonic vs. Shadow»                                        | 1:16                                                           |
| 24.                                                            | «For True Story …for Sonic vs. Shadow»                           | 2:32                                                           |
| 25.                                                            | «Cannon’s Core» (Scramble For The Core… Deep Inside of…)         | 3:04                                                           |
| 26.                                                            | «Event: Black Noises» (Conquest… Chaos Control… Reflection)      | 4:58                                                           |
| 27.                                                            | «Supporting Me …for Biolizard»                                   | 3:31                                                           |
| 28.                                                            | «Live & Learn …Main Theme of „Sonic Adventure 2“»                | 4:33                                                           |
| 29.                                                            | «Event: The Last Scene»                                          | 3:42                                                           |
| 30.                                                            | «Chao Race Extended Mix» (Chao’s Doki-Doki Banana Chips Run Mix) | 6:44                                                           |
| 74:05                                                          |                                                                  |                                                                |

## Озвучування
Більшість акторів, що озвучували героїв для Sonic Adventure, також взяла участь у виробництві продовження. Проте в акторському складі відбулися деякі зміни: в англійській версії Наклза озвучував Скотт Драєр, який змінив Майкла Макгехерна. Драєр озвучував єхидну аж до ігор Sonic Heroes та Sonic Advance 3. Ацукі Мурата, який подарував голос лисенятку Тейлзу в японській версії Sonic Adventure 2, пізніше був замінений на сейю Ре Хірохасі при роботі над аніме «Сонік Ікс» та наступними іграми. У японській версії решта акторського складу озвучування не змінювався і після виходу Sonic Generations. У всіх версіях доступне озвучування англійською та японською та субтитри японською, англійською мовами.
| Персонаж                     | Японський актор озвучування                        | Англійський актор озвучування                                 |
| ---------------------------- | -------------------------------------------------- | ------------------------------------------------------------- |
| Їжак Сонік                   | Дзюн'їті Канемару                                  | Раян Драммонд                                                 |
| Їжак Шедоу                   | Кодзі Юса                                          | Девід Хамфрі                                                  |
| Майлз «Тейлз» Прауер         | Ацукі Мурата                                       | Корі Брінгас                                                  |
| Єхидна Наклз                 | Нобутосі Канна                                     | Скотт Драєр                                                   |
| Емі Роуз                     | Таеко Кавата                                       | Дженіфер Дуіллард                                             |
| Доктор Айво «Еґман» Роботнік | Чікао Оцука                                        | Дім Брістоу                                                   |
| Кажан Руж                    | Румі Отіай                                         | Лані Мінелла                                                  |
| Джеральд Роботнік            | Чікао Оцука                                        | Марк Б'яджі                                                   |
| Марія Роботнік               | Юрі Сіраторі                                       | Морія Енджелін                                                |
| Президент                    | Кінрю Арімото                                      | Стів Броді                                                    |
| Омочао                       | Козакура Ецуко                                     | Лані Мінелла                                                  |
| Єхидна Тікал                 | Каорі Асо                                          | Елара Дістлер                                                 |
| Інші персонажі               | Томоко Сасаки Мамі Хорікосі Кодзі Отіай Тору Окава | Сью Уейкфільд Марк Б'яджі Скотт Драєр Лані Мінелла Шеллі Фокс |

## Оцінки та відгуки
| Агрегатор    | Оцінка    | Оцінка  | Оцінка | Оцінка  |
| Агрегатор    | Dreamcast | GC      | PS3    | X360    |
| ------------ | --------- | ------- | ------ | ------- |
| GameRankings | 83,26 %   | 72,33 % | 72 %   | 65,62 % |
| Metacritic   | 89/100    | 73/100  | 65/100 | 60/100  |

| Видання                      | Оцінка    | Оцінка  | Оцінка | Оцінка |
| Видання                      | Dreamcast | GC      | PS3    | X360   |
| ---------------------------- | --------- | ------- | ------ | ------ |
| 1Up.com                      |           |         | D+     | D+     |
| AllGame                      | [ 6 ]     | [ 8 ]   |        |        |
| Edge                         | 7/10      |         |        |        |
| Electronic Gaming Monthly    | 7,5/10    | 6,67/10 |        |        |
| Eurogamer                    | 9/10      |         | 7/10   | 7/10   |
| Famitsu                      | 33/40     | 33/40   |        |        |
| G4                           | 4/5       |         |        |        |
| Game Informer                | 7,5/10    | 7,5/10  |        |        |
| GamePro                      | [ 115 ]   | [ 116 ] |        |        |
| GameRevolution               | B         |         |        |        |
| GameSpot                     | 8,6/10    | 6,8/10  |        |        |
| IGN                          | 9,4/10    | 6,9/10  |        |        |
| Nintendo Power               |           | 4,2/5   |        |        |
| Nintendo World Report        |           | 7,5/10  |        |        |
| Official Xbox Magazine (США) |           |         |        | 5/10   |
| Страна игр                   | 8,3/10    | 8/10    |        |        |

Версія Sonic Adventure 2 для консолі Dreamcast одержала позитивні відгуки від преси. За даними сайтів GameRankings і Metacritic, середня оцінка платформера склала відповідно 83,26 % та 89 балів. Журналісти з позитивних сторін гри виділяли гру за Соніка та Шедоу, наявність чао-саду та графіку, але критикували сюжет, роботу акторів, ракурси віртуальної камери та деякі елементи геймплею. Незважаючи на високі оцінки від критиків, оригінальна версія для Dreamcast продавалася погано, насамперед через припинення випуску консолі від Sega.
Позитивні відгуки одержала візуальна складова гри. Редакція журналу "«Країна ігор» описала Sonic Adventure 2 наступним чином: «Гарний, технологічно досконалий сиквел Sonic Adventure, який практично нічим не відрізняється від оригіналу». Інша думка, ніж представники російського видання, мали оглядач з інтернет-порталу GameSpot Шахед Ахмед. За його словами, друга частина Adventure виглядає ще краще за оригінал, оскільки дизайнери з Sonic Team змоделювали персонажів з великою кількістю полігонів, покращили текстури, зробили стабільною частоту кадрів, та усунули проблему з анімацією губ персонажів. Ентоні Клау (IGN) сильно вразила «приголомшлива» анімація Супер Соніка під час битви з останнім босом, і похвалив розробників за вміння вичавлювати біти з пам'яті консолі з метою створити найкращі за якістю текстури. Шаф Ніхолльс (AllGame) назвав графіку платформера чудовою, і, порівнюючи з попередником, звернув увагу на значні поліпшення: візуальна частина стала барвистішою, ігрових персонажів стало більше і вони поділені на дві команди, а вороги, з яким зіткнеться гравець, стали небезпечнішими. Представник сайту Game Revolution похвалив художників та аніматорів за створення красивих та добре анімованих персонажів. Музичний супровід, як і графіка, був також позитивно оцінений пресою. Клау похвалив композиції, але додав, що йому хотілося б повернути старі пісні з перших ігор серії для приставки Mega Drive/Genesis. Ніколос назвав музику «дикою», а разом із звуковими ефектами вона створює драматичний ефект. Майкл Коль із Nintendo World Report змішано оцінив саундтрек, у якому теми Соніка, Роботніка та Тейлза допомагають «збалансувати масштаб» гри, але деякі пісні (наприклад, реп для Наклза) діє на нерви. Ахмед заявив, що музика просто відмінна, і виконана краще, ніж у Sonic Adventure. Негативні відгуки звучали у бік озвучування персонажів англійською. Клау порадив гравцям відразу включити в налаштуваннях японське озвучування, оскільки воно «заспокоює» після прослуховування реплік англійською. Схожа порада була присутня в огляді від представника сайту Game Revolution. Для Ахмеда озвучування героїв у Sonic Adventure 2 здалося кращим ніж у першій частині, і зауважив, що голоси надають відеороликам ефекту правдоподібності.
Неоднозначно було оцінено геймплей та ігровий дизайн. Sonic Adventure 2 здався Ніхолльсу найкращою грою в жанрі платформера, випущеної для Dreamcast. Щось подібне було присутнє в рецензії у Ахмеда: «…Захоплюючий платформер, чиї фішки заманять вас [гравців] повернутися і насолодитися розважальним і швидко розвиваючим ігровим процесом». Крім цього, критик зазначив, що сюжет, незважаючи на початкову інтригу, у міру проходження ставатиме нуднішим. Щоб вирішити проблему з історією, Ахмед пропонував встановити для персонажів (крім Соніка та Шедоу) таймер, як це було зроблено на одному рівні з Руж. Про проблеми з камерою згадував у своєму огляді Клау. Як приклад недоліку в системі камер критик навів проходження в найтісніших місцях на рівнях (особливо при грі за Наклза та Руж), у яких постійні повороти ракурсу не дають гравцеві нормально пройти рівні. Крім того, рецензенту не сподобалися боси, у ролі яких виступають персонажі з протилежної команди, хоча решта, за його словами, виглядає оригінально. Однак у відкликанні він зазначив, що у продовженні були частково усунуті перераховані вище недоліки попередника, а гравець навряд чи заблукає, оскільки всі рівні — лінійні. Особлива похвала йшла у бік мультиплеєра та чао-саду. Ніхолльс назвав наявність світу вихованців чао «розслаблюючим способом провести час за грою», а наявність багатокористувацького режиму — «відмінним способом випробувати гру». В останньому критик наголосив на одному недоліку — поділ екрану на дві частини. На його думку, така технологія відволікатиме гравців, тому що вона їх дезорієнтуватиме. Ахмед у своєму відгуку заявив, що другорядні режими (наприклад, перегони на картах) куди цікавіше основної гри, яка не має «глибини» і проходить вона за 12-15 годин.
Портовані версії, на відміну від оригіналу на Dreamcast, були неоднозначно оцінені пресою. З позитивних сторін пізніх версій гри критики відзначали покращену графіку та зміни в багатокористувацькому режимі, але знижували оцінки через відсутність значних поліпшень. Незважаючи на суперечливі оцінки, перевидання успішно продавалися. На 2007 рік було продано 1,73 мільйона екземплярів Sonic Adventure 2 Battle на GameCube, а перевидання 2012 входило в двадцятку найпопулярніших ігор на онлайн-сервісах Xbox Live і PlayStation Network, в окремих проміжках часу — з'являлися в п'ятірці найбільш завантажуваних ігор. Позитивних оцінок отримала версія гри для приставки від Nintendo. Представниця журналу «Країна ігор» Склепік Назарова назвала вихід перевидання «гідним дебютом Sonic Team на приставках Nintendo», і звернула увагу на мінімалістичний підхід до портування, тому що графіка була покращена лише у плані текстур, а способи проходження рівнів залишилися без змін. Проте критик зазначив, що від цього Sonic Adventure 2 Battle не стала «ні на грам гіршою». Інша думка, ніж у Назарової, була у Шейна Саттерфілда (GameSpot) і Франа Мірабелли (IGN): перший журналіст заявив, що відсутність покращень робить гру гнітючою, тоді як другий назвав вихід Sonic Adventure 2 Battle безславним дебютом. Обидва рецензента висловили надію, що в новому платформері розробники врахують усі недоліки портованої версії на GameCube. Перевидання 2012 року було здебільшого негативно оцінено пресою. Рей Барнхолт (1UP.com) у своєму вступі повторив слова, які він говорив в огляді на версію Sonic Adventure 2010: «Це вдруге портована гра, яка не має доповнень або значних покращень». За його словами, перевидання має ті самі недоліки, що й оригінал; через це пригода запам'ятовується не дуже добре. Представник журналу Official Xbox Magazine Дейв Радден рекомендував усім, хто хоче більше дізнатися про Соніка, пропустити інформацію про Sonic Adventure 2, тому що ця гра, особливо після виходу ремейку Sonic the Hedgehog CD і двох епізодів Sonic the Hedgehog 4, виглядає не дуже добре. Позитивний відгук залишив критик із німецької філії інтернет-журналу Eurogamer Бйорн Бальг. Рецензент виділив з плюсів графіку і ностальгію, що навіює, за старими часами. Було також відзначено низьку ціну портованої версії, щоб нові гравці познайомилися зі старими проєктами франшизи. Головним недоліком був названий завантажуваний контент, завдяки якому Sega хоче заробити більше грошей.

### Нагороди таномінації
Завдяки високим оцінкам Sonic Adventure 2 здобула безліч нагород. В оглядах сайтів GamePro та IGN гра отримала нагороду «Вибір редакції». У 2009 році GamesRadar назвав її сьомою найкращою грою для Dreamcast. Через три роки в аналогічному топі Sonic Adventure 2 зайняла 10 місце. Сайт ScrewAttack поставив її на п'яте місце із десяти у списку «Найкраща гра на Dreamcast». Кінцівка Sonic Adventure 2 зайняла 33 місце в топі «50 кращих ігрових кінцівок», складеному завдяки опитуванню, проведеному представниками Книги рекордів Гіннеса в 2012 році.
Версія для GameCube також отримала багато нагород від сайтів та журналів. У 2010 році Official Nintendo Magazine провів опитування на тему найкращих ігор десятиліття. За підсумками цього опитування Sonic Adventure 2 Battle зайняла 13 місце. В іншому опитуванні сайту, проведеному того ж року на тему улюблених ігор серії Sonic the Hedgehog, Sonic Adventure 2: Battle зайняла друге місце.

### Вплив
Sonic Adventure 2 представила двох нових персонажів у серії: їжака Шедоу і кажан Руж. З того часу вони з'являлися в наступних іграх про Соніка. Крім того, зростаюча популярність Шедоу змусила розробників «воскресити» його в Sonic Heroes і навіть дати йому головну роль в однойменній грі, де даються пояснення про походження антигероя. Sega кілька разів планувала випустити Sonic Adventure 3, але реалізації проєкту завадило тиск фанатів і зміна концепції нових ігор про Соніка. Незважаючи на це, на честь 20-річчя серії була випущена гра під назвою Sonic Generations, що включала елементи ігрового процесу і рівнів з минулих частин серії. У цій грі з'явилися нові версії рівнів «City Escape» і «Radical Highway», а їжак Шедоу і Біолізард появляються як боси.
Сюжет Sonic Adventure 2 було кілька разів адаптовано. У 2001 і 2003 роках був виданий комікс Sonic the Hedgehog (№ 98 і № 124), де розповідається історія про доктора Еґмана і арешт Соніка, який був прийнятий за їжака Шедоу під час заворушень. Повністю сюжет гри було відображено у другому номері коміксу Sonic Universe. Основою сюжетної лінії 33-38 серій аніме «Сонік Ікс» послужив сюжет серії ігор Sonic Adventure 2, з невеликими змінами. У деяких епізодах роль у грі Емі Роуз в аніме замінює Кріс Торндайк, наприклад, де Шедоу завдяки хлопчику згадує свою справжню обіцянку, яку обіцяв виконувати перед своєю подругою Марією.
З 2001 року видавництвом Prima Games випускалися книги, де містилося керівництво та додаткова інформація щодо гри.